# Alo (Königreich)
Alo (inoffiziell auch Tuʻa oder Königreich Futuna) ist ein Königreich auf den Horn-Inseln und liegt wie die Königreiche Uvea und Sigave im französischen Überseegebiet Wallis und Futuna. Es umfasst die Insel Alofi und etwa zwei Drittel von Futuna. Nach der Verfassung von 1961 werden die drei Königreiche von Frankreich anerkannt.

## Gebiet
Das Gebiet des Königreichs besteht aus zwei Teilen: Ein Teil liegt auf der sehr schwach besiedelten Insel Alofi und der andere Teil besteht aus etwa zwei Dritteln der Insel Futuna, wo fast alle Dörfer von Alo liegen. Der andere Teil Futunas gehört zum Königreich Sigave.
Im nördlichen Zentrumsteil von Futuna liegt der Mont Puke, der einen Grenzpunkt zwischen Sigave und Alo darstellt. Er ist der höchste Punkt der Insel und des Königreichs Alo. Auf Alofi liegt der Berg Kolofau.

## Geschichte

### Entdeckung
Im Mai 1616 wird Futuna und Alofi von den niederländischen Seefahrern Jacob Le Maire und Willem Cornelisz Schouten entdeckt. Der französische Seefahrer Louis Antoine de Bougainville entdeckt die Inselgruppe 1768 wieder und gibt den Namen Futuna (das verlorene Kind des Pazifik).

### Entwicklung als Teil Frankreichs
1887 haben viele polynesische Könige einen Protektoratsvertrag mit Frankreich geschlossen. So auch der König von Alo. 1961 wurde Alo nach einer Volksabstimmung ein Teil des neuen französischen Überseegebiets Wallis und Futuna.

## Bevölkerung
Im Königreich Alo leben 1875 Menschen (Stand 1. Januar 2023). Die Bevölkerung nimmt ab; so waren es im Jahr 2013 noch 2156 Menschen und im Jahr 2003 sogar 2993 Einwohner. Der Rückgang ist vor allem mit der insgesamt schwachen Wirtschaft in Wallis und Futuna und der dadurch bedingten Abwanderung z. B. nach Neukaledonien zu begründen.

## Politik
Der König von Alo ist als traditioneller Monarch Oberhaupt für die inneren Angelegenheiten im Königreich. Er setzt fünf Minister für die Verwaltung ein, denen steht der Premierminister von Alo vor. Die Dörfer im Königreich haben einen Dorfvorsteher.

## Verwaltungsgliederung
Das Königreich ist nicht in mehrere Distrikte unterteilt, sondern bildet nur einen einzigen Distrikt, wie in Sigave. So besteht Alo und Sigave jeweils aus nur einem Distrikt und Uvea aus drei Distrikten, sodass es insgesamt fünf Distrikte in Wallis und Futuna gibt. Die nächste Verwaltungseinheit in Alo sind die neun Dörfer:
| Dorf     | Einwohner (1. Januar 2023) | Insel  |
| -------- | -------------------------- | ------ |
| Ono      | 504                        | Futuna |
| Taoa     | 443                        | Futuna |
| Kolia    | 236                        | Futuna |
| Vele     | 222                        | Futuna |
| Malaʻe   | 155                        | Futuna |
| Poi      | 165                        | Futuna |
| Tamana   | 147                        | Futuna |
| Tuatafa  | 2                          | Futuna |
| Alofitai | 1                          | Alofi  |

## Infrastruktur

### Luftverkehr
Im Südosten der Insel Futuna liegt der Flughafen Futuna Pointe Vele. Von dort werden mehrmals täglich Flüge von Aircalin zum Flughafen Wallis-Hihifo angeboten. Sie werden mit Turboprop-Flugzeugen des Typs De Havilland-Bombardier Twin Otter durchgeführt.

### Straßennetz
In Alo gibt es zwei routes territoriales, die die meisten Dörfer miteinander verbinden. Da die Dörfer nur an der Küste liegen, verläuft die RT1 einmal um die Insel Futuna herum und verläuft somit auch durch Sigave. Die kurze RT2 verbindet den Flughafen mit der RT1.

### Schiffsverkehr
In Alo gibt es keinen Hafen für Schiffe. Deshalb dient der Hafen von Leava auch als Hafen für Alo.

## Wirtschaft
Die Wirtschaft in Alo ist schwach. Die meisten Menschen leben noch relativ traditionell von Subsistenzwirtschaft wie im Rest von Wallis und Futuna. Französische Entwicklungsgelder werden von der Gesamtregierung von Wallis und Futuna in Mata Utu verwaltet.